# Općina Žiri
Općina Žiri (slo.:Občina Žiri) je općina u središnjoj Sloveniji u pokrajini Gorenjskoj i statističkoj regiji Gorenjskoj. Središte općine je grad Žiri s 3.593 stanovnika. 

## Zemljopis
Općina Žiri nalazi se u središnjem dijelu Slovenije. Općina se nalazi usred alpskog planinskog masiva, sjevernim dijelom općine pruža se planina Škofjeloško Hribovje, a južnim planina Polhograjsko Hribovje. U sredini se nalazi mala dolina rječice Poljanske Sore. Ova dolina je pogodna za život i tu je smještena većina naselja općine.
U nižim dijelovima općine vlada umjereno kontinentalna klima, dok u višim vlada njena oštrija, planinska varijanta.
Glavni vodotok je rječica Poljanska Sora, svi ostali manji vodotoci su pritoci ove rijeke.

## Naselja u općini
Brekovice, Breznica pri Žireh, Goropeke, Izgorje, Jarčja Dolina, Koprivnik, Ledinica, Mrzli Vrh, Opale, Osojnica, Podklanec, Račeva, Ravne pri Žireh, Selo, Sovra, Zabrežnik, Žiri, Žirovski Vrh

## Vanjske poveznice
- Službena stranica općine